# Дом Фландрия
Дом Фландрия наричан също Балдуини (на немски: Haus Flandern, Balduine; на латински: Balduini) е от първите франкски благороднически родове, които се заселват за дълго време в уговорена територия. Династията е основана от Балдуин I, наричан Желязната ръка, който е бил женен за Юдит, дъщеря на Карл Плешиви.
От 1051 г. Дом Фландрия управлява също Графство Хенегау, започващо с Балдуин I от Хенегау. За известно време фамилията притежава също и Графство Намюр (1188 – 1212).
Владичеството на Дом Фландрия над Фландрия свършва през 1119 г. със смъртта на Балдуин VII, през 1191 г. графството е отново в техни ръце чрез Балдуин VIII от Фландрия (Балдуин V от Хенегау).
Фамилията се издига по време на Четвъртия кръстоносен поход и през 1204 – 1216 (дори до 1261 г.) дава латинските императори на Константинопол.
Дом Фландрия изчезва през 1280 г. със смъртта на Маргарета II.

## Родословен списък

### Графове на Фландрия (862 – 1067)
1. Балдуин (Бодуен) I Желязната ръка (ок. 837/840 – 879), граф на Фландрия (862 – 879); ∞ 862 за Юдит (844 – сл. 870), дъщеря на император Карл II Плешиви
  1.  Балдуин (Бодуен) II Плешливи (863/65 – 10.9.918); граф на Фландрия (879 – 918); ∞ 884 за Аелфтруд (ок. 877 – 929), дъщеря на краля на Уесекс Алфред Велики
    1.  Арнулф I Велики (885/889 – 27.3.964), граф на Фландрия (918 – 964); ∞ (1) за NN; ∞ (2) 934 за Адела (910/915 – 960), дъщеря на граф Хериберт II де Вермандоа
      1. (1) Елфтруда (ок. 932 – ...), ∞ 964 за граф Зигфрид де Гин (†ок. 965)
      2. (2) Хилдегарда (ок. 934 – 10.4.990), ∞ 940/945 за Дитрих II, граф на Западна Фризия (ок. 930 – 6.5.988)
      3. (2) Луитгарда (935/941 – 29.9.964), ∞ ок. 950 за Вихман II граф на Хамаланд (†сл. 973)
      4. (2)  Балдуин (Бодуен) III (ок. 940 – 1.1.962), съграф на Фландрия (958 – 962), ∞ 961 за Матилда (ок. 942 – 1008), дъщеря на саксонския херцог Херман Билунг
        1.  Арнулф II Млади (961/962 – 30.3.987), граф на Фландрия (964 – 987); ∞ 968 за Розела (Сузана) (ок. 945 – 1003), дъщеря на краля на Италия Беренгар II
          1.  Балдуин (Бодуен) IV Брадати (ок. 980 – 1035), граф на Фландрия (987 – 1035); ∞ (1) 1012 за Отгива († 1030), дъщеря на граф Фридрих фон Мозелгау, ∞ (2) 1031 за Елеонора (1010 – 1071), дъщеря на нормандския херцог Ричард II, ∞ (3) за Оргина от Мозел
            1. (1)  Балдуин (Бодуен) V Инсуланус (1012/13 – 1.9.1067), граф на Фландрия (1035 – 1067), регент на Франция (1060 – 1067); ∞ 1028 за Адела (Аделгейда, Аелис) (1009 – 1079), дъщеря на френския крал Роберт II Благочестиви
            2. (1) Ерменгарда, ∞ за графа на Гент Адалберт (†ок. 1032)
            3. (2) Юдит (ок. 1033 – 1094), ∞ (1) за Тостиг, граф Нортъмбърланд (†1066), ∞ (2) 1071 за баварския херцог Велф IV (1030/40 – 1101).[1]

### Графове на Ено (Хенегау) (1051 – 1280), на Фландрия (1067 – 1119; 1191 – 1280) и гна Намюр (1188 – 1212)
1. Балдуин V Инсуланус
  1.   Балдуин (Бодуен) VI (I) де Монс (ок. 1029 – 10.7.1070), маркграф на Антверпен (1045 – 1070), граф на Ено (Хенегау) (Балдуин (Бодуен) I де Монс, 1051 – 1070), 1067 граф на Фландрия (Балдуин (Бодуен) VI де Монс, 1067 – 1070); ∞ 1055 за Рихилда (ок. 1031 – 1086), дъщеря на графа на Ено (Хенегау) Регинар V
    1.   Арнулф III (I) Неудачника (ок. 1055 – 22.2.1071), граф на Фландрия Арнулф III и граф на Ено (Хенегау) (Арнулф I) (1070 – 1071)
    2.  Балдуин (Бодуен) II (ок. 1056 – 8.6.1098), граф на Ено (Хенегау) (1071 – 1098), ∞ 1084 за Ида (†сл. 1107), дъщеря на графа на Льовен Хайнрих II
      1.  Балдуин (Бодуен) III (1088 – 1120), граф на Ено (Хенегау) (1098 – 1120), ∞ 1107 за Йоланта (†сл. 1122), дъщеря на графа на Гелдерн Герхард I
        1.  Балдуин (Бодуен) IV (ок. 1108 – 8.11.1171), граф на Ено (Хенегау) (1120 – 1171), ∞ ок. 1130 за Аделгейда (ок. 1115 – 1169), дъщеря на графа на Намюр Готфрид (Жофруа)
          1.   Балдуин (Бодуен) V (1150 – 17.12.1195), граф на Ено (Хенегау) (1171 – 1195), граф на Намюр (Балдуин (Бодуен) I, 1189 – 1195), граф на Фландрия (Балдуин (Бодуен) VIII, 1191 – 1194), ∞ 1169 за Маргарета I (†1194), дъщеря на Дитрих Елзаски
            1.    Балдуин (Бодуен) VI (юли 1171 – 11.7.1205), граф на Ено (Хенегау) ([[Балдуин I|Балдуин (1195 – 1205), граф на Фландрия (Балдуин (Бодуен) IX, 1194 – 1205), император на Латинската империя (Балдуин I, 1201 – 1205), ∞ 1186 за Мария (ок. 1174 – 1204), дъщеря на граф Анри I дьо Шампан
              1. ] Йохана (Жана) (1188 – 5.12.1244), графиня на Фландрия и Ено (Хенегау) (1205 – 1244), ∞ (1) (1212) за португалския инфант Фердинанд (1188 – 1233), ∞ (2) (1237) за сеньора на Пиемонт Томазо II Савойски (1199 – 1259)
              2.  Маргарета II (2.6.1202 – 10.2.1280), графиня на Фландрия и Ено (Хенегау) (1244 – 1280), ∞ (1) (1212, развод ок. 1221) за Бушар д’Авен (ок. 1182 – 1244), ∞ (2) (1223) за Гийом II дьо Дампиер (сл. 1196 – 1231).[2]

            2.  Филип I (март 1174 – 8.10.1212), граф на Намюр (1195 – 1212), регент на Фландрия (1200 – 1212), ∞ 1212 за Мария (1198 – 1224), дъщеря на френския крал Филип II
            3.  Анри Фландърски (ок. 1176 – 1216), император на Латинската империя (1206 – 1216), ∞ (1) (1207) за Агнеса (ок. 1180 – 1208), дъщеря на маркиз Бонифаций Монфератски, ∞ (2) (1209) за Мария (†сл. 1216), дъщеря на българския цар Калоян

  2. Матилда (* ок. 1032 – † 3.11.1083; ∞ 1053 Уилям Завоевателя херцог на Нормандия, от 1066 крал на Англия (Ролониди)
  3.  Роберт I (1035 – 13.10.1093), регент на Холандия (1062 – 1071), граф на Фландрия (1071 – 1093), ∞ 1063 за Гертруда (ок. 1034 – 1113, дъщеря на саксонския херцог Бернхард II
    1.  Роберт II (ок. 1065 – 5.10.1111), граф на Фландрия (1093 – 1111), ∞ пр. 1092 за Клеменция (ок. 1071 – ок. 1133), дъщеря на бургундския граф Гийом I
      1.  Балдуин (Бодуен) VII (1093 – 17.6.1119), граф на Фландрия (1111 – 1119); ∞ 1105 (развод 1110) за Хедвида (ок. 1096 – ...), дъщеря на херцога на Бретан Ален IV.[1]

### Императори на Латинската империя (1201 – 1216)
1. Балдуин (Бодуен) V
  1.  Балдуин (Бодуен) I (юли 1171 – 11.7.1205), граф на Ено (Хенегау) (Балдуин (Бодуен) VI, 1195 – 1205), граф на Фландрия (Балдуин (Бодуен) IX, 1194 – 1205), император на Латинската империя (1201 – 1205), ∞ 1186 за Мария (ок. 1174 – 1204), дъщеря на граф Анри I дьо Шампан
    1.  Йохана (Жана) (1188 – 5.12.1244), графиня на Фландрия и Ено (Хенегау) (1205 – 1244), ∞ (1) (1212) за португалския инфант Фердинанд (1188 – 1233), ∞ (2) (1237) за сеньора на Пиемонт Томазо II Савойски (1199 – 1259)
    2.  Маргарета II (2.6.1202 – 10.2.1280), графиня на Фландрия и Ено (Хенегау) (1244 – 1280), ∞ (1) (1212, развод ок. 1221) за Бушар д’Авен (ок. 1182 – 1244), ∞ (2) (1223) за Гийом II дьо Дампиер (сл. 1196 – 1231).[2]

  2.  Анри Фландърски (ок. 1176 – 1216), император на Латинската империя (1206 – 1216), ∞ (1) (1207) за Агнеса (ок. 1180 – 1208), дъщеря на маркиз Бонифаций Монфератски, ∞ (2) (1209) за Мария (†сл. 1216), дъщеря на българския цар Калоян